# Rogo (Nigeria)
Rogo es una localidad del estado de Kano, en Nigeria, con una población estimada en marzo de 2016 de 316 600 habitantes.
Se encuentra ubicada al norte del país, a poca distancia al sur de la frontera con Níger.